# Alelimma
Alelimma é um gênero de traça pertencente à família Arctiidae.

## Espécies
- Alelimma apicalis
- Alelimma apidanusalis
- Alelimma asema
- Alelimma deletaria
- Alelimma lignea
- Alelimma ochrodes
- Alelimma odontias
- Alelimma pallicostalis
- Alelimma pallidifusca
- Alelimma zema
- Alelimma zemella